# Tekstomanija
Tekstomanija je veb-sajt koji sadrži biografske informacije o pevačima i tekstovima pesama. Obuhvata muzičku umetnost na srpskom i srodnim jezicima. Sadržaj sajta je primarno podeljen u tri sekcije: Izvođači, Albumi i Godina izdavanja; moguće je i anonimno poslati tekst, kao i zahtev za tekst — pri čemu je neophodan unos imejl adrese.

## Spoljašnje veze
- Zvanični veb-sajt